# Двобічна черга
Двобічна черга, жарг. дек (англ. deque, скорочення від double ended queue — «черга з двома хвостами») — абстрактна структура даних, елементи якої можуть додаватись як на початок, так і в кінець.

## Типові операції
- Додавання елемента в кінець черги
- Додавання елемента в початок черги
- Вибірка останнього елемента
- Вибірка першого елемента
- Перевірка першого елемента (без видалення з деку)
- Перевірка останнього елемента (без видалення з деку)

## Реалізації
Існує принаймні два поширених способи ефективної реалізації двосторонньої черги: за допомогою динамічного масиву або двозв'язного списку.

## Обчислювальна складність
| Реалізація         | Типові операції деку | Вставка в середину | Видалення з середини | Довільний доступ (по індексу) |
| ------------------ | -------------------- | ------------------ | -------------------- | ----------------------------- |
| Двозв'язний список | О(1)                 | О(1)               | О(1)                 | O(n)                          |
| Динамічний масив   | О(1)                 | O(n)               | O(n)                 | О(1)                          |